# Flavinho (político)
Flávio Augusto da Silva (Guaratinguetá, 13 de novembro de 1971), também conhecido como "Flavinho", é um político e cantor brasileiro. Filiado ao Partido Social Cristão (PSC), é atualmente ligado à Comunidade Católica Canção Nova. Flavinho, apesar de ter concluído apenas o Ensino Fundamental, foi eleito deputado federal por São Paulo nas eleições de 2014 e foi o relator do Projeto Escola Sem Partido.
Em Março de 2018 trocou a filiação partidária do PSB pelo Partido Social Cristão.
Foi vice-presidente da Frente Parlamentar Católica na Câmara dos Deputados para o Congresso Nacional, representada por 215 deputados federais e 5 senadores. 